# Heidegrasmot
De heidegrasmot (Crambus ericella) is een vlinder uit de familie grasmotten (Crambidae). De spanwijdte van de vlinder bedraagt tussen de 21 en 28 millimeter.

## Waardplanten
De heidegrasmot heeft buntgras, schapengras en bochtige smele als waardplanten.

## Voorkomen in Nederland en België
De heidegrasmot is in Nederland een vrij algemene soort in het oosten van het land, daarbuiten schaars, en in België een zeldzame soort. De soort heeft jaarlijks één generatie die vliegt van mei tot september.